# 打生樁
打生樁，或稱活人奠基，是東亞及東南亞民間在建築前的習俗，屬人祭的一種。日本稱之為人柱，緬甸稱為苗賽（မြို့စတေး），印尼称为tumbal proyek，是指在建築工程動工前，把若干人（通常是兒童）活埋在工地內，其目的是祈祷工程順利。

## 歷史
古人認為動土會破壞一處的風水，且會觸怒該處的冤魂，以致在建造期間時生意外，因此便出現了「打生樁」，把活人生葬在工地上用作鎮邪，以減少意外的出現。考古發現，中國河南鄭州東趙二里頭文化的古城遺址，當中有三座堆疊起來的古城，中間一層的地基被發現有用作奠基的嬰兒遺骸。
此外，相傳古時在建橋前，先要活捉一對童男童女，把男童活埋在橋頭的橋墩內，而女童則生葬在橋尾的橋墩中，當橋建成後，他們就會成為該橋的守護神。
朝鮮半島高麗時代忠惠王在位期間，首都開城曾有傳聞指忠惠王欲取民間小兒數十名埋在新宮殿的地基之下，一時間開城人心惶惶，抱兒逃竄，治安混亂。
緬甸古代興建大型建築物時，會以生人活埋在地基之下，作為守護神，這種風俗緬人稱為「苗賽」（မြို့စတေး。／Myosade）。
隨著時代的進步，建築界也改用活雞，或以雞血灑在建築地盤四角取代來進行儀式。

## 疑似個案
日本建於16世紀的丸岡城主城中央支柱據說埋了一名叫阿靜的獨眼貧女，城池附近立有慰靈碑。
臺北大湖公園在清治時期為建設土堤，據說曾活埋一名老乞丐作為人祭，並建立老公祠慰靈。
香港一些二戰前的建築，也流傳著「打生樁」的傳說，在1930到1940年代，家長會以「打生樁」一詞來恫嚇不聽話的兒童。2006年初於香港何文田公主道一個水務署水管工程地盤，發現大量兒童骸骨，有傳是昔日的「生樁」；然而近年亦有查證，何文田一帶原本是已封閉的華人墳場以及回教墳場，該處發現的兒童骸骨只是墳場關閉以後未完全清理的骨殖而己。

## 類似的風俗
類似的習俗還有塞豆窿。塞豆窿是一種非常殘忍的儀式，傳說古時在洪水為患的地方，防洪的堤壩經常氾濫，便會把一些小孩放進堤壩內的排水口（豆窿）內，他們相信以這個方法便能退洪。現今粵語「塞豆窿」一詞借指小朋友，正是出於此典故。
在燒製青銅器或瓷器亦有類似的傳說：
- 很多地方將犧牲者稱作「投爐神」、「爐神姑」等[8]；韓國慶州的媽媽鐘據說以此法鑄成，其科學根據在於人骨中的鈣質。
- 韓國電影《醉畫仙》結尾時的一幕：張承業在無法燒出滿意的作品之下，最後走進巨型的燒窯裡，似乎暗示張承業為使燒出來的瓷器更完美而走進窯內與瓷器一起燒。